# Межгалактический полёт

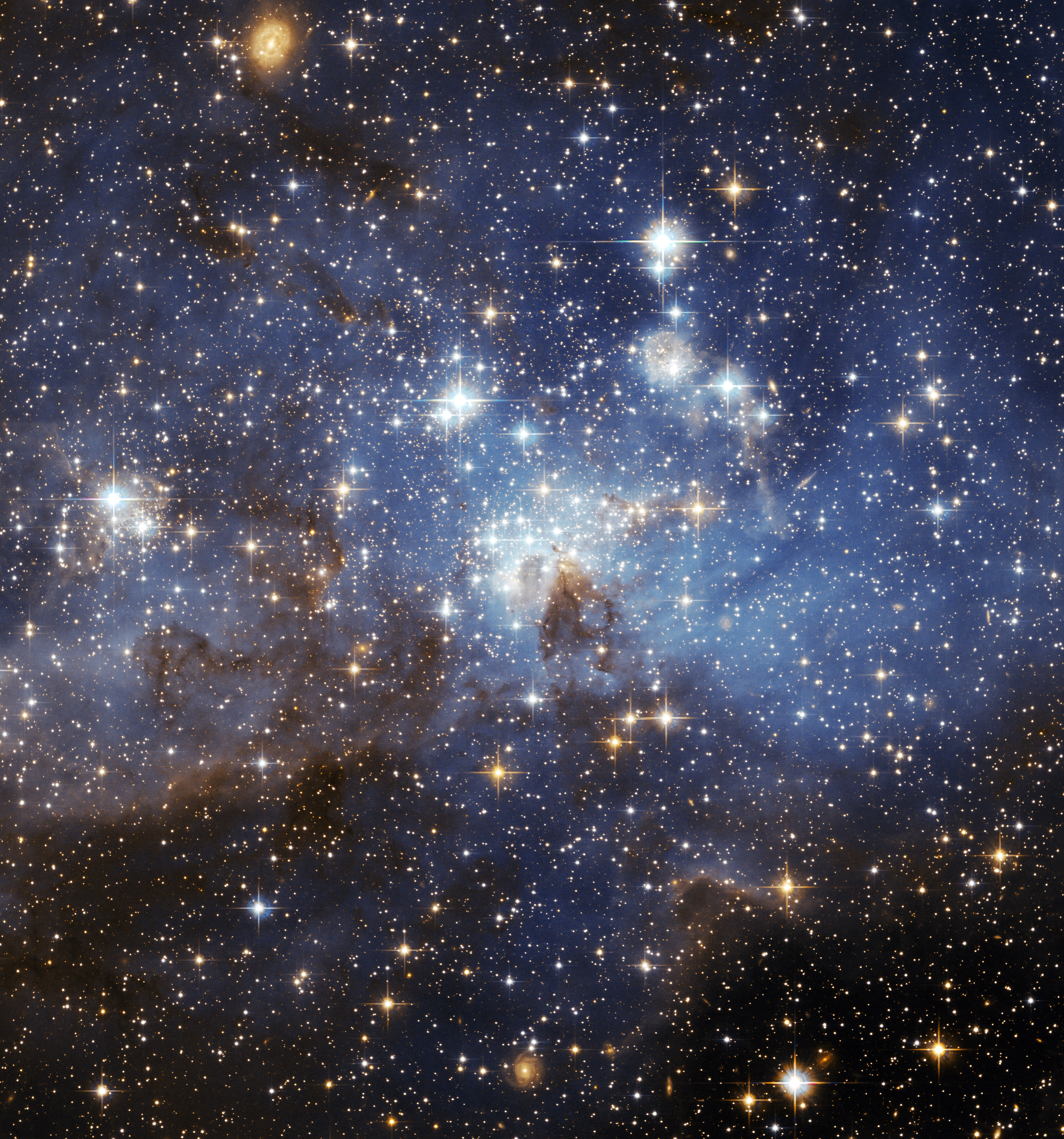
Звёзды в Большом Магеллановом Облаке (БМО), карликовая галактика. На расстоянии 163 000 световых лет БМО является третьей ближайшей галактикой к Млечному пути

Межгалактический полёт — гипотетическое путешествие между галактиками с экипажем или без экипажа. Из-за огромных расстояний между нашей собственной галактикой, Млечным Путём, и даже её ближайшими соседями — сотни тысяч и миллионы световых лет — любое такое предприятие будет намного более технологически сложным, чем даже межзвёздное путешествие. Межгалактические расстояния примерно в сто тысяч раз (на пять порядков) превышают межзвёздные.
Технология, необходимая для путешествий между галактиками, выходит далеко за рамки нынешних возможностей человечества и в настоящее время является лишь предметом спекуляций, гипотез и научной фантастики. Однако, в теории нет ничего, что могло бы окончательно указать, что межгалактическое путешествие невозможно. Существует несколько предполагаемых методов проведения такого путешествия, и на сегодняшний день несколько учёных серьёзно изучили межгалактические путешествия.

## Сложности
Из-за больших расстояний любая серьёзная попытка путешествовать между галактиками потребует методов движения далеко за пределами того, что в настоящее время считается возможным, чтобы приблизить большой космический корабль к скорости света.
Согласно современному пониманию физики, скорость объекта в пространстве-времени не может превышать скорость света, что означает, что попытка совершить путешествие в любую другую галактику была бы путешествием продолжительностью в миллионы земных лет при обычном полёте.
Путешествие человека со скоростью, не близкой к скорости света, потребует либо преодоления собственной смертности с помощью таких технологий, как радикальное продление жизни (в том числе с помощью крионики, криоконсервации эмбрионов и других), либо путешествия на спящем корабле, корабле поколений, разрабатываемом НАСА в настоящее время столетнем корабле или межзвёздном ковчеге. Если путешествовать со скоростью, близкой к скорости света, замедление времени позволит совершить межгалактическое путешествие за промежуток времени, равный десятилетиям времени на подобном корабле, которые в данный момент являются лишь концепциями.
Дополнительные ограничения включают множество неизвестных относительно долговечности космического корабля для такого сложного путешествия. Колебания температур, как в тепло-горячей межгалактической среде, могут потенциально разрушить будущий космический корабль, если он не будет должным образом защищён.
Эти проблемы также означают, что обратный полёт будет очень трудным и время его может, возможно, превысить жизненный цикл человека на Земле (см. рассуждение продолжительности жизни цивилизации в уравнении Дрейка). Поэтому все будущие исследования рисков и осуществимости межгалактических путешествий должны будут включать широкий спектр симуляций для увеличения шансов на успешную полезную нагрузку.

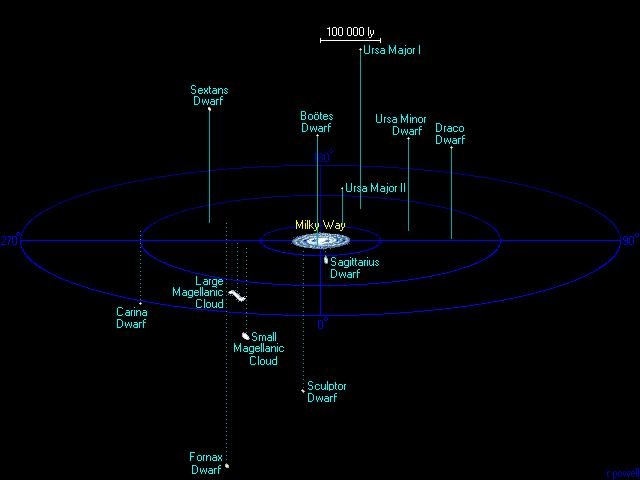
Схема ближайших галактик к галактике Млечному Пути, где находится Земля. Масштаб — световой год

## Возможные методы

### Экстремальные длительные путешествия
Путешествие в другие галактики со скоростью, меньшей скорости света, потребует времени в пути от сотен тысяч до многих миллионов лет. На сегодняшний день был сделан только один такой дизайн.

### Гиперскорости звёзд
Теоретически в 1988 году и наблюдавшиеся в 2005 году звёзды движутся быстрее, чем вторая космическая скорость Млечного Пути, и выходят в межгалактическое пространство. Существует несколько теорий их существования. Одним из механизмов было бы то, что сверхмассивная чёрная дыра в центре Млечного Пути выбрасывает звёзды из галактики с частотой примерно одна каждые сто тысяч лет. Другим теоретическим механизмом может быть взрыв сверхновой в двойной системе.
Эти звёзды движутся со скоростью до 3000 км/с. Тем не менее, недавно (ноябрь 2014 года) звёзды, достигшие значительной доли скорости света, были постулированы на основе численных методов. Названные авторами полурелятивистские звёзды, имеющие гиперскорости, будут выброшены в результате слияния сверхмассивных чёрных дыр в сталкивающихся галактиках. Авторы считают, что эти звёзды будут обнаружены с помощью будущих телескопов. Эти звёзды можно будет использовать, выйдя на их орбиту, и далее просто ожидать прибытия на нужное место во вселенной.

### Искусственно движущая звезда
Другое предложение заключается в искусственном продвижении звезды в направлении другой галактики.

### Замедление времени
Несмотря на то, что свету требуется около 2,54 миллиона лет, чтобы пересечь космическую пропасть между Землёй и, например, Галактикой Андромеды, из-за эффектов замедления времени с точки зрения путешественника потребуется гораздо меньше времени, близкого к скорости света; время, которое испытывает путешественник, зависит как от скорости (что-либо меньше скорости света), так и от пройденного расстояния (лоренцево сокращение — релятивистское сокращение длины движущегося тела или масштаба). Поэтому теоретически межгалактическое путешествие для людей возможно с точки зрения путешественника.
Ускорение до скоростей, близких к скорости света с помощью релятивистской ракеты, позволило бы значительно сократить время в пути на корабле, но потребовало бы очень большого количества энергии. Это выполнимо, если будет путешествие с постоянным ускорением. Путешествие к Галактике Андромеды, находящейся на расстоянии двух миллионов световых лет, займёт всего 28 земных лет на корабле с постоянным ускорением 1g и замедлением 1g после достижения половины пути, чтобы иметь возможность остановиться.
Переход на Галактику Андромеды с таким ускорением потребует 4 100 000 кг топлива на кг полезной нагрузки с использованием нереалистичного предположения о 100 %-ом эффективном двигателе, который преобразует вещество в энергию. Снижение скорости на полпути для остановки резко увеличивает потребность в топливе до 42 триллионов кг топлива на кг полезной нагрузки. Это в десять раз больше массы горы Эверест, необходимой в топливе для каждого кг полезной нагрузки. Поскольку топливо вносит вклад в общую массу корабля, ношение большего количества топлива также увеличивает энергию, необходимую для движения с определённым ускорением, и дополнительное топливо, добавленное для компенсации увеличенной массы, ещё больше усугубит проблему.
Потребность в топливе для полёта в Галактику Андромеды с постоянным ускорением означает, что либо полезная нагрузка должна быть очень маленькой, либо космический корабль должен быть очень большим, либо он должен собирать топливо или получать энергию на пути другими способами (например, с использованием концепта двигателя Бассарда).

### Возможные методы, превышающие скорость света
Двигатель Алькубьерре — гипотетическая концепция, при помощи которой космический корабль может развивать скорость быстрее, чем скорость света (сам корабль не будет двигаться быстрее света, но пространство вокруг него будет). Теоретически это может позволить практическое межгалактическое путешествие. Не существует никакого известного способа создания волны, искажающей пространство, в которой должна работать эта концепция, но метрики уравнений соответствуют теории относительности и пределу скорости света.

### Комментарии
1. ↑  Расстояние между небольшими галактиками, которых большинство, обычно составляет несколько сотен тысяч световых лет. Между большими галактиками, такими как Млечный Путь и M31, расстояния обычно составляют несколько миллионов световых лет.